# Allenwood, Irland
Allenwood (iriska: Fiodh Alúine) är en ort i republiken Irland. Den ligger i grevskapet Kildare och provinsen Leinster, i den centrala delen av landet. Allenwood Cross Roads ligger 82 meter över havet och antalet invånare är 845.
Terrängen runt Allenwood är platt. Trakten runt Allenwood Cross Roads består i huvudsak av jordbruksmark.